# پی‌آرای هلث
پی‌آرای هلث (انگلیسی: PRA Health) شرکت مراقبت سلامت آمریکایی است، که در سال ۱۹۷۶ تأسیس شد.